# Брон
Брон (фр. Bron) — коммуна во Франции, в регионе Овернь — Рона — Альпы, в составе Лионской метрополии.

## Географическое положение

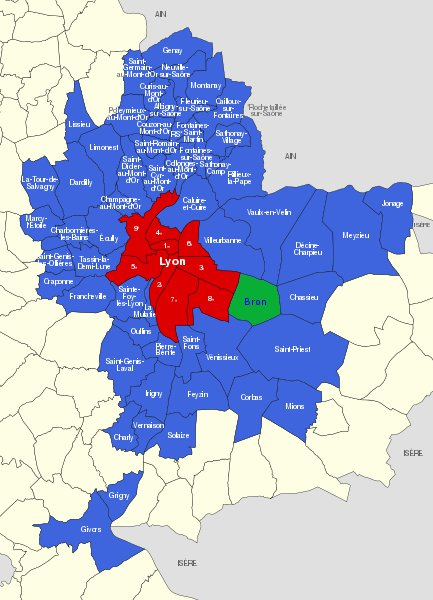
Положение Брона на карте Лионской метрополии:
Брон
Лион
Лионская метрополия
Департамент Рона

Брон находится примерно в 500 км к юго-востоку от Парижа и непосредственно примыкает к Лиону с востока, расстояние от центра Лиона — менее 10 км.

## История
Первые поселения на территории нынешнего Брона появились во времена Римской империи. После падения Западной Римской империи с 470 по 1029 год территория занята бургундами, а затем франками и входит в состав Бургундского королевства. В 1202 году впервые упоминается поселение Брон, принадлежавшее аббатству Эне. В 1310 году поселение становится частью герцогства Савойя, являвшегося формально частью Священной Римской империи германской нации, где оставалось до 1355 года, после чего вошло в состав провинции Дофине и вместе с ней — королевства Франция. В 1702 году проводится перепись населения, в которой отмечается необычайная нищета бронцев — в деревне нет ни рынка, ни даже лавки, а 70 % всей земли находится в руках церкви. В  1711 году во время религиозного праздника происходит трагедия: на богомольцев нападает банда разбойников, что вызывает страшную давку, в которой оказываются убитыми и покалеченными около тысячи человек. В 1812 году появляется первый кадастр коммуны: общая площадь Брона составляет 983 гектара, из них на пахотные земли приходится 797 гектаров, на леса — 117, на виноградники — 34 и на выпасы — 10. В 1852 году Брон входит в состав департамента Рона, а в 1854 становится центром одноимённого кантона. В 1877 году в Броне появляется регулярный общественный транспорт — омнибус, связывающий его с Лионом, который с 1881 год заменяется паровым, а с 1902 года электрическим трамваем. В 1872—1876 годах инженером Жаном Кларе возводится Бронский форт — часть оборонительного пояса Лиона. В 1888 году в коммуну приходит водопровод, а в 1912 году — электричество. В 1910 году в Броне появляется аэродром, со временем превратившийся в аэропорт, и остававшийся вплоть до открытия в 1975 году аэропорта имени Сент-Экзюпери главным гражданским аэропортом Лиона. Начиная с 1920 годов Брон, бывший до этого преимущественно сельским поселением, начинает застраиваться многоэтажными домами и превращается в пригород Лиона. 17, 28 и 21 августа 1944 года в оккупированном нацистской Германией Броне производятся расстрелы 109 заключённых лионской тюрьмы Монлюк. После освобождения осенью 1944 года Брон вновь начинает активно урбанизироваться.

## Климат
| Показатель                    | Янв. | Фев.  | Март  | Апр. | Май  | Июнь | Июль | Авг. | Сен. | Окт. | Нояб. | Дек. | Год   |
| ----------------------------- | ---- | ----- | ----- | ---- | ---- | ---- | ---- | ---- | ---- | ---- | ----- | ---- | ----- |
| Абсолютный максимум, °C       | 17,7 | 21,9  | 25,7  | 30,1 | 32,0 | 36,2 | 39,8 | 37,7 | 35,8 | 28,4 | 22,9  | 20,2 | 39,8  |
| Средний суточный максимум, °C | 5,7  | 8,1   | 11,6  | 15,2 | 19,4 | 23,2 | 26,6 | 25,6 | 22,4 | 16,8 | 10,1  | 5,9  | 15,9  |
| Средняя температура, °C       | 2,6  | 4,5   | 7,2   | 10,3 | 14,3 | 17,9 | 20,8 | 20,0 | 17,1 | 12,5 | 6,7   | 3,2  | 11,4  |
| Средний суточный минимум, °C  | −0,4 | 1,0   | 2,8   | 5,5  | 9,3  | 12,6 | 15,0 | 14,4 | 11,7 | 8,2  | 3,4   | 0,4  | 7,0   |
| Абсолютный минимум, °C        | −23  | −21,4 | −10,5 | −4,4 | −0,3 | 2,3  | 6,1  | 5,2  | 1,9  | −4,5 | −8    | −16  | −23   |
| Норма осадков, мм             | 54,1 | 54,5  | 62,9  | 67,8 | 86,0 | 76,6 | 60,6 | 76,7 | 75,2 | 79,5 | 71,4  | 59,2 | 824,8 |
| Источник: infoclimat.fr       |      |       |       |      |      |      |      |      |      |      |       |      |       |

| Солнечное сияние, часов за месяц | Солнечное сияние, часов за месяц | Солнечное сияние, часов за месяц | Солнечное сияние, часов за месяц | Солнечное сияние, часов за месяц | Солнечное сияние, часов за месяц | Солнечное сияние, часов за месяц | Солнечное сияние, часов за месяц | Солнечное сияние, часов за месяц | Солнечное сияние, часов за месяц | Солнечное сияние, часов за месяц | Солнечное сияние, часов за месяц | Солнечное сияние, часов за месяц | Солнечное сияние, часов за месяц |
| Месяц                            | Янв                              | Фев                              | Мар                              | Апр                              | Май                              | Июн                              | Июл                              | Авг                              | Сен                              | Окт                              | Ноя                              | Дек                              | Год                              |
| Солнечное сияние, ч              | 63                               | 90                               | 147                              | 184                              | 216                              | 251                              | 293                              | 259                              | 208                              | 134                              | 75                               | 55                               | 1976                             |
| -------------------------------- | -------------------------------- | -------------------------------- | -------------------------------- | -------------------------------- | -------------------------------- | -------------------------------- | -------------------------------- | -------------------------------- | -------------------------------- | -------------------------------- | -------------------------------- | -------------------------------- | -------------------------------- |
| Источник: infoclimat.fr          |                                  |                                  |                                  |                                  |                                  |                                  |                                  |                                  |                                  |                                  |                                  |                                  |                                  |

## Администрация

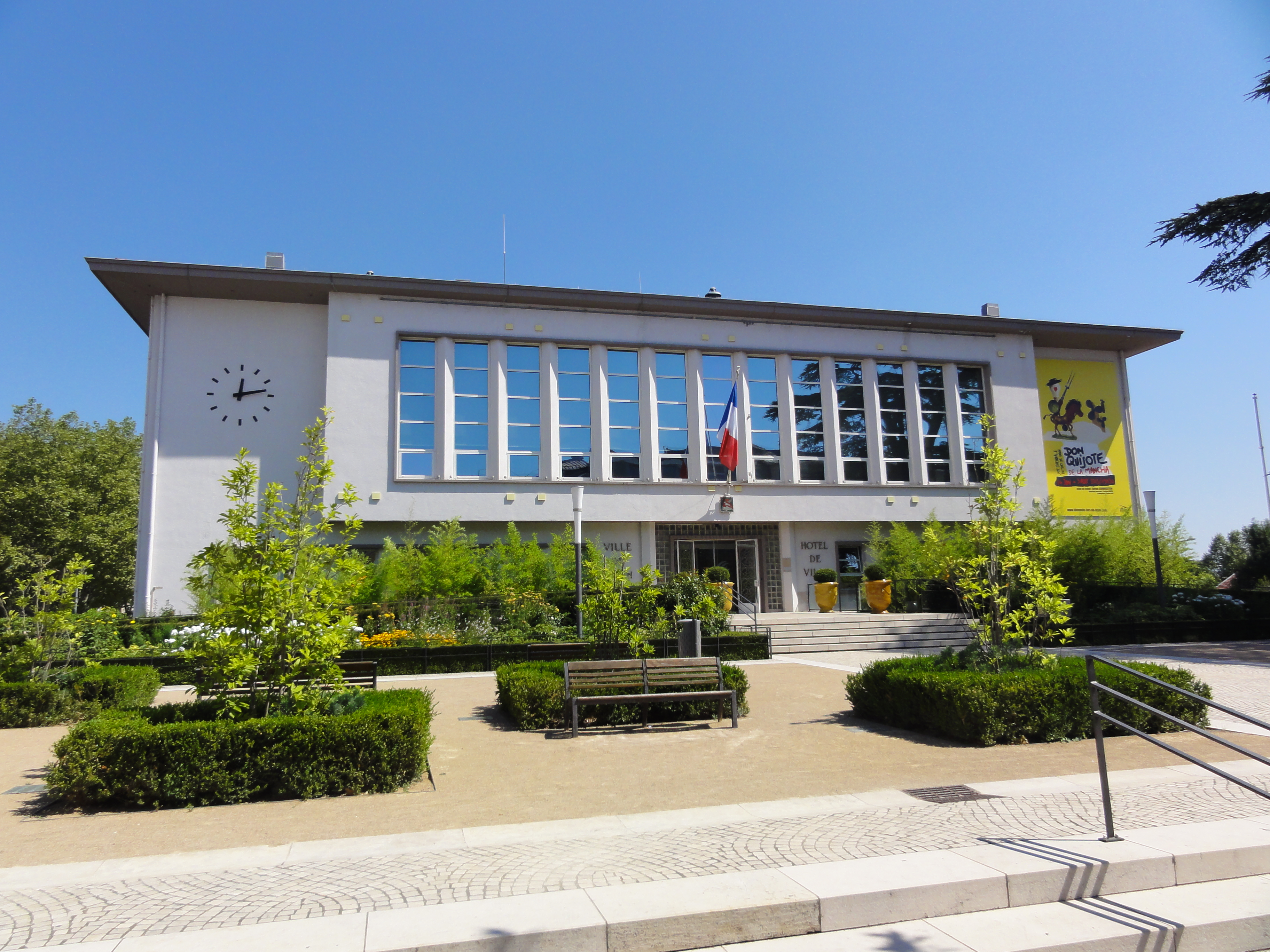
Мэрия Брона

| Список мэров: | Список мэров: | Список мэров:       | Список мэров:    | Список мэров: |
| Период        | Период        | Фамилия             | Партия           | Примечания    |
| ------------- | ------------- | ------------------- | ---------------- | ------------- |
| 2015          | 2020          | Жан-Мишель Лонгваль | Социалистическая |               |
| 1999          | 2015          | Анни Гиймо          | Социалистическая |               |
| 1997          | 1999          | Жорд Бернен         |                  |               |
| 1989          | 1997          | Жан-Жак Керан       | Социалистическая |               |
| 1989          | 1989          | Поль Равель         | Социалистическая |               |
| 1971          | 1989          | Андре Сузи          | Социалистическая |               |

## Транспорт
Брон соединён с Лионом и другими окрестными коммунами посредством многочисленных автодорог. Город является частью общей транспортной системы Лионской метрополии, включающей в себя многочисленные автобусные маршруты, 2 трамвайные линии (T2 и T5), вело- и автопрокат.

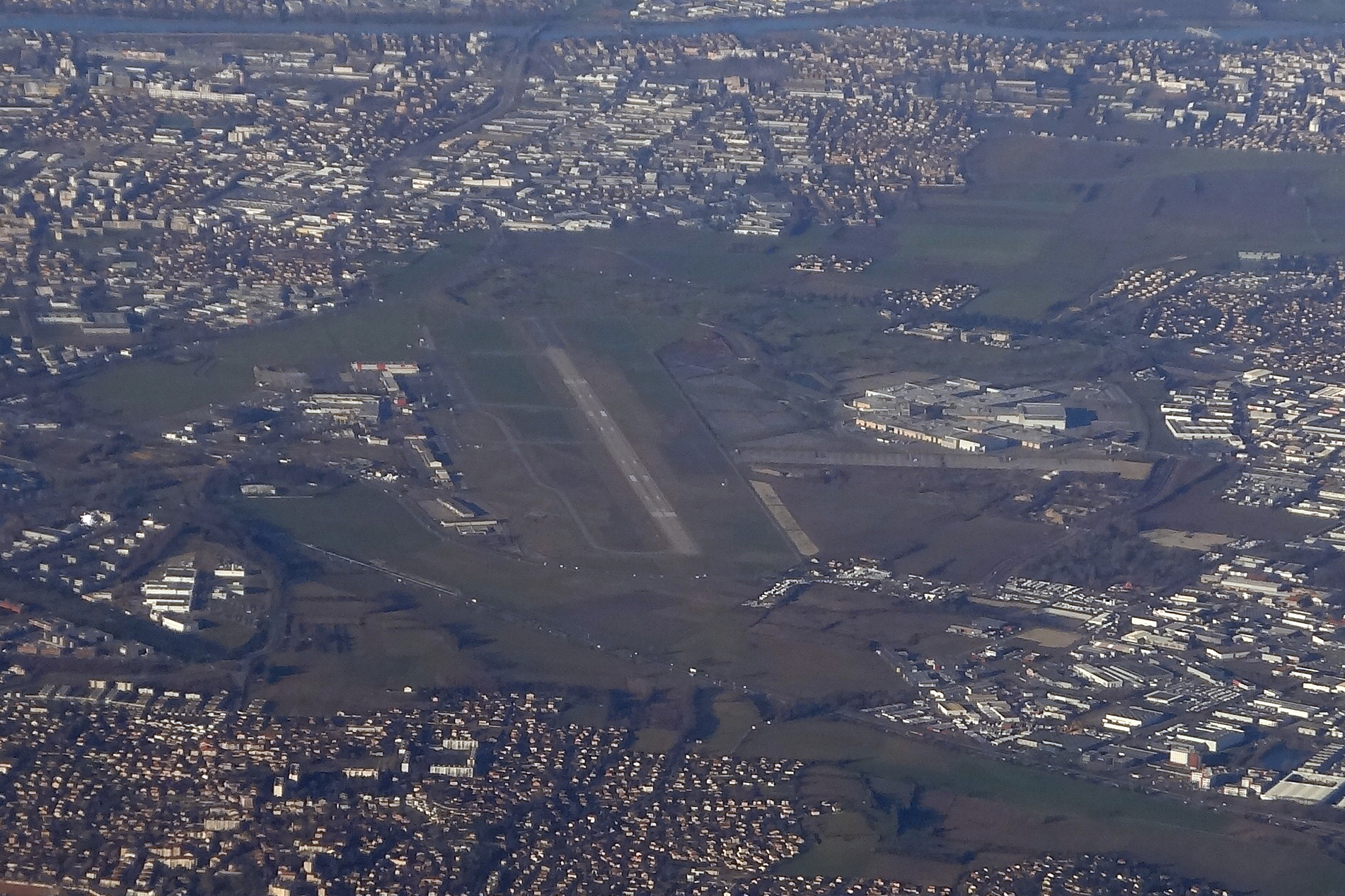
Аэропорт Лион-Брон

В городе размещается открытый ещё в 1910 году аэропорт «Лион-Брон». С 1930 аэропорт являлся главным пассажирским авиатерминалом Лиона — например, в 1964 году из него вылетели 117 769 пассажира на 6383 рейсах и прибыли 127 127 на 6370 рейсах. В 1975 году основной воздушный пассажиропоток переместился во вновь построенный аэропорт Лион-Сент-Экзюпери в Сатоне, а аэропорт Брона значительно сократился в занимаемой площади и был переориентирован на бизнес-авиацию. В 2016 году аэропортом были обслужены 12 993 пассажира, в том числе 4332 международных, с него были произведены 8157 коммерческих полётов и 36 471 некоммерческий.

## Социальная инфраструктура

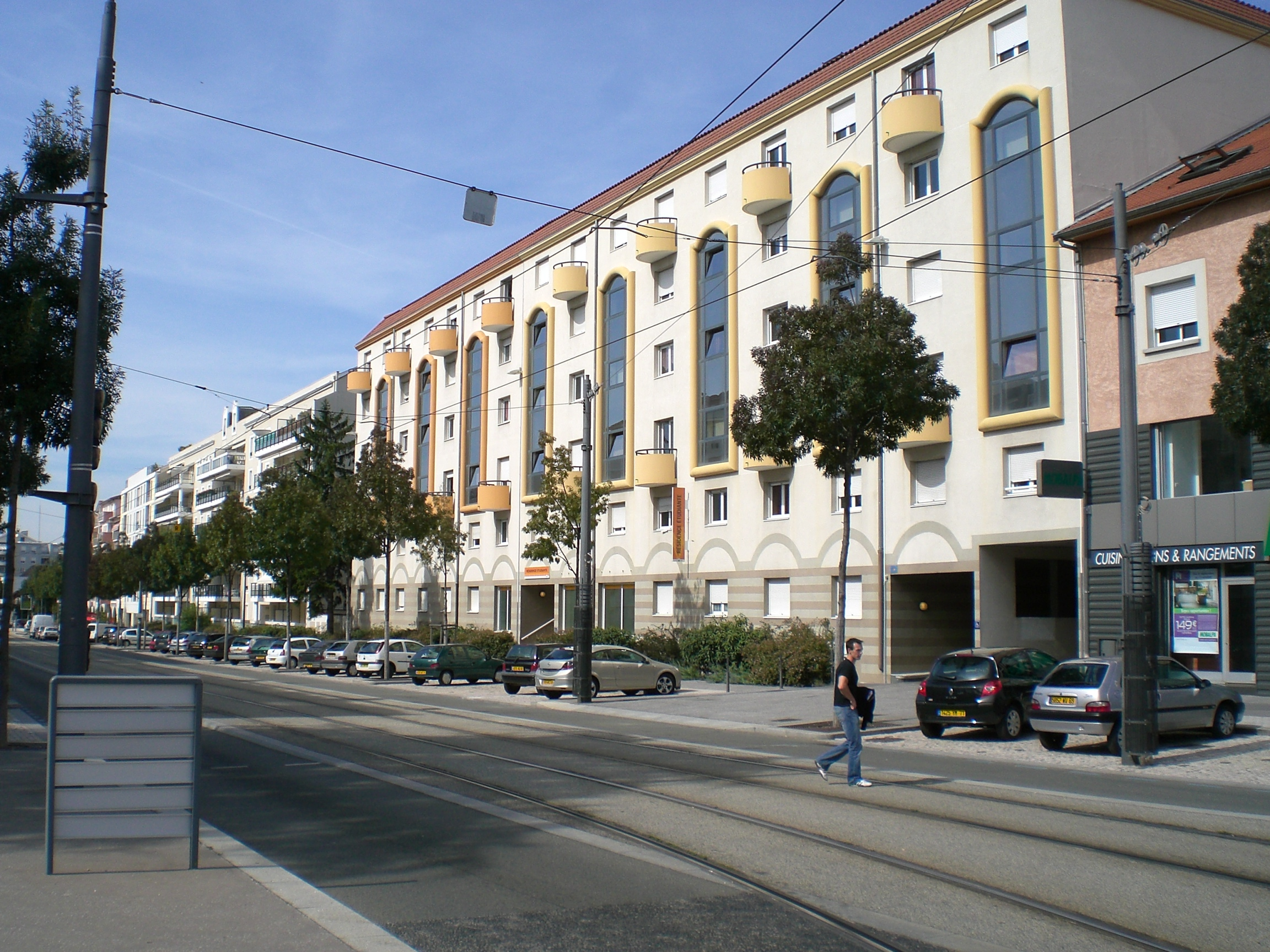
Дома на авеню Франклин Рузвельт

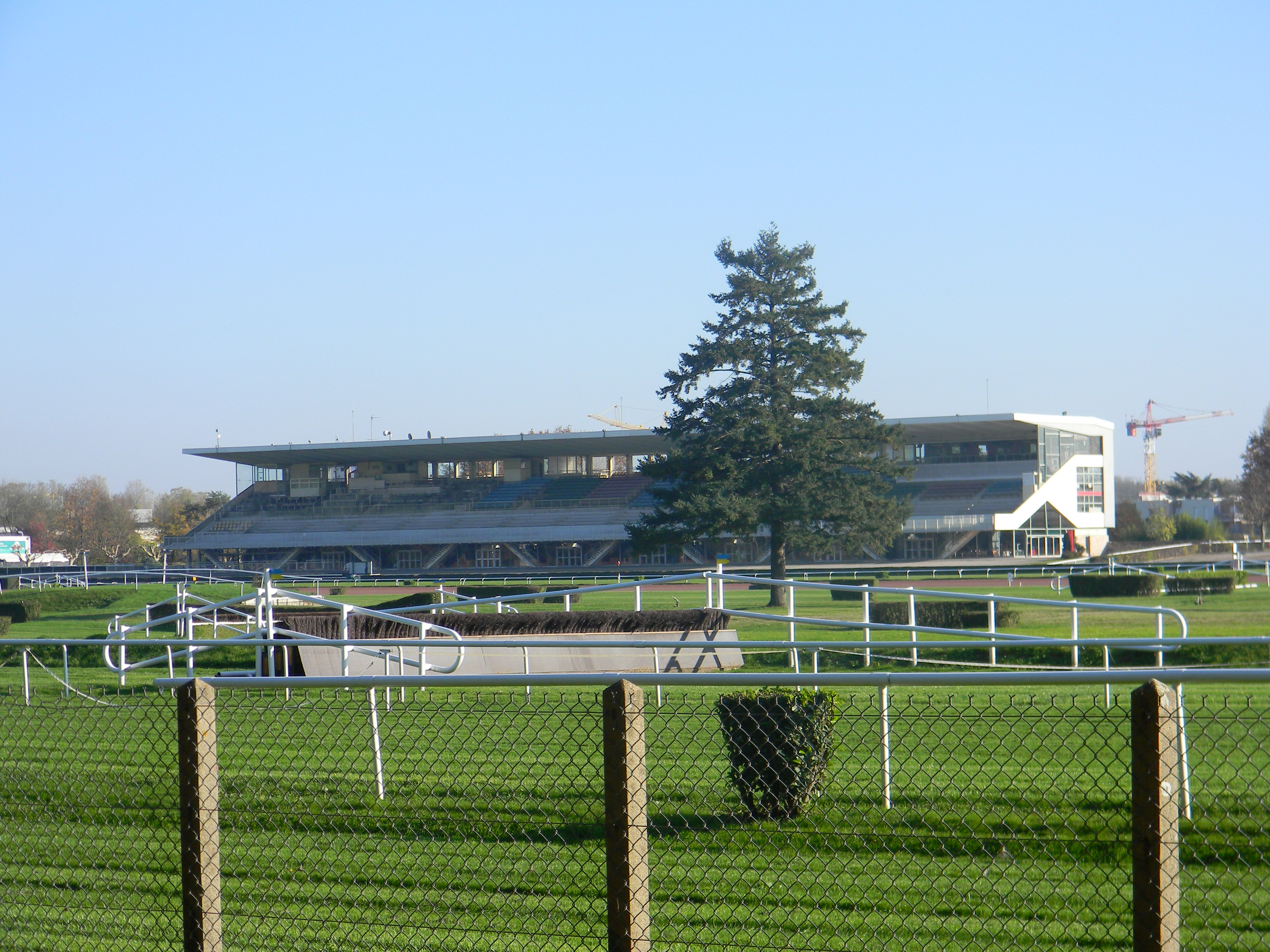
Ипподром

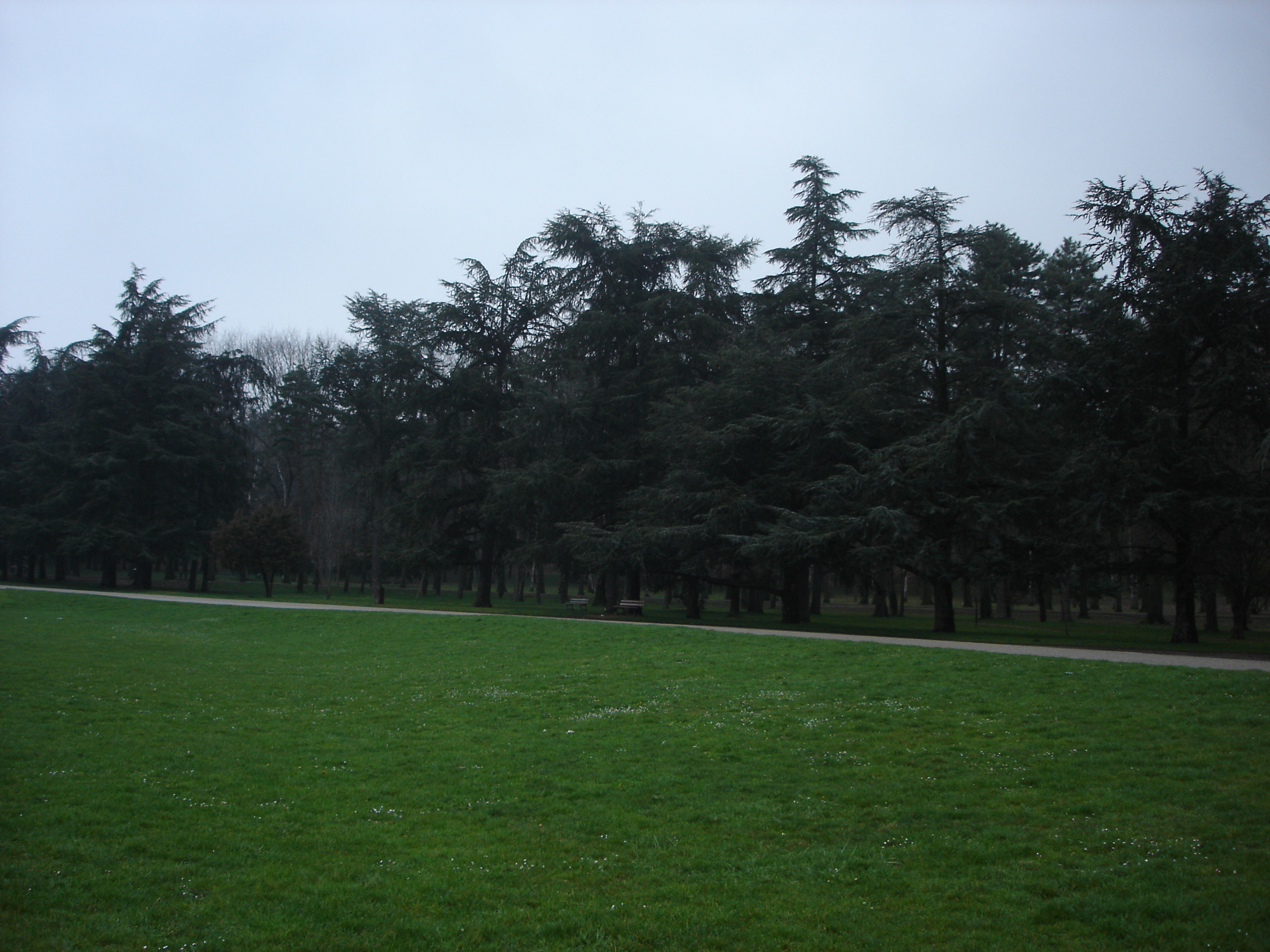
Парк Парийи

### Здравоохранение
- 4 больницы[9]

### Образование
- 23 школы
- 3 коллежа
- 3 лицея (1 общеобразовательный и 2 профессиональных)
- 1 университет[9]

### Культура
- 1 кинотеатр
- 1 культурный центр
- 1 дом детского творчества
- 1 танцевальная студия хип-хопа[9]

### Спортивные сооружения
- 1 бассейн
- 4 футбольных поля
- 1 поле для регби
- 1 поле для занятия лёгкой атлетикой
- 2 булодрома
- 6 спортивных залов
- 1 спортивный центр
- 7 мультиспортивных площадки
- 1 спортивная площадка
- 1 ипподром
- 47 детских игровых площадок
- 24 км велосипедных дорожек[9]

## Зелёные насаждения
- многочисленные парки
- 5 скверов
- 1 форт[9]

## Демография
Население Брона в 2014 году составляло 39 283 человека, плотность населения при площади коммуны в 1010 гектаров (10,1 км2) срставляла 3889 чел./км2.
| Численность населения | Численность населения | Численность населения | Численность населения | Численность населения | Численность населения | Численность населения | Численность населения | Численность населения |
| 1793                  | 1800                  | 1806                  | 1821                  | 1831                  | 1836                  | 1841                  | 1846                  | 1851                  |
| --------------------- | --------------------- | --------------------- | --------------------- | --------------------- | --------------------- | --------------------- | --------------------- | --------------------- |
| 441                   | ↗446                  | ↗448                  | ↗694                  | ↗798                  | ↗850                  | ↗929                  | ↗999                  | ↘981                  |
| 1856                  | 1861                  | 1866                  | 1872                  | 1876                  | 1881                  | 1886                  | 1891                  | 1896                  |
| →981                  | ↗1010                 | ↗1041                 | ↘1015                 | ↗2168                 | ↗2470                 | ↗2712                 | ↘2691                 | ↘2665                 |
| 1901                  | 1906                  | 1911                  | 1921                  | 1926                  | 1931                  | 1936                  | 1946                  | 1954                  |
| ↗3206                 | ↗3506                 | ↗4160                 | ↗6397                 | ↗8774                 | ↗12 423               | ↗13 161               | ↘12 597               | ↗14 195               |
| 1962                  | 1968                  | 1975                  | 1982                  | 1990                  | 1999                  | 2006                  | 2011                  | 2014                  |
| ↗26 959               | ↗41 619               | ↗44 563               | ↘40 638               | ↘39 683               | ↘37 369               | ↗38 919               | ↘38 881               | ↗39 283               |

## Достопримечательности
- Бронский форт[13]
- Больница «Винатье»[13]
- Церковь Сен-Дени[13]

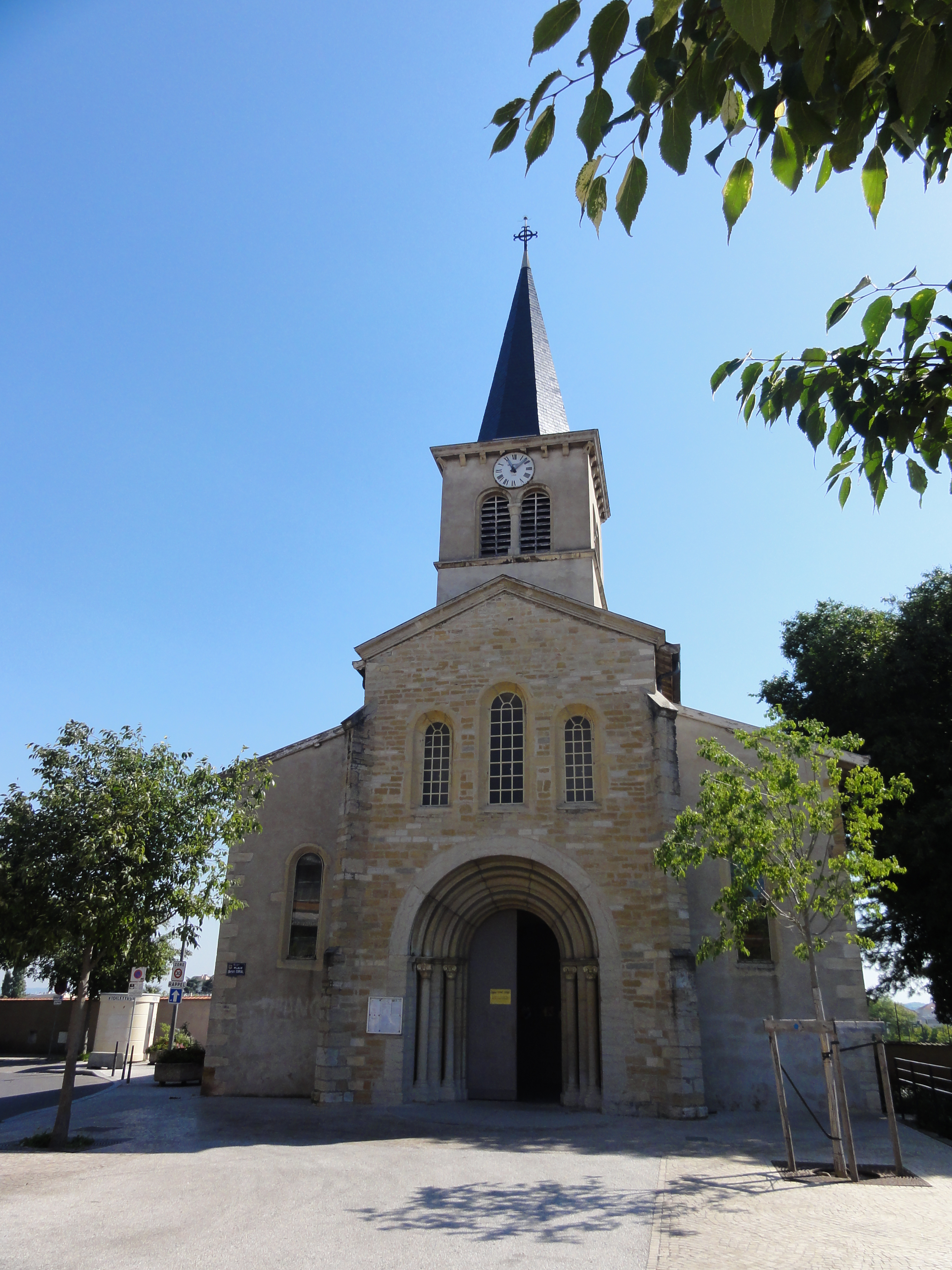
Церковь Сен-Дени

- Исторические «ангары 6», бывшие частью старого аэропорта[13]
- Замок Мезон-Форт (XIII век)[13]
- Парк Парийи (на границе с коммуной Парийи)[13]

## Города-побратимы
У Брона 4 города-побратима:
- Вайнгартен, Германия
- Гримма, Германия
- Камбернольд[англ.], Великобритания
- Талавера-де-ла-Рейна, Испания